# Claude Aubry
Pour les articles homonymes, voir Aubry.
Claude Bernard Aubry (23 octobre 1914 - 3 novembre 1984) était un administrateur de bibliothèque canadien. Son nom a été donné à un prix littéraire.

## Biographie
Il naît à Morin-Heights et fait ses études au Collège Sainte-Marie de Montréal. Il travaille pour une société fiduciaire de Montréal, puis poursuit ses études en bibliothéconomie à l'Université McGill. Aubry est devenu directeur du personnel à la Bibliothèque publique de Montréal en 1945. En 1949, il est nommé bibliothécaire adjoint à la Bibliothèque publique d'Ottawa. Aubry a été bibliothécaire en chef de la bibliothèque d'Ottawa de 1953 jusqu'à sa retraite en 1979.
Il est membre de l'Association France-Canada et est président de l'Association des bibliothèques d'Ottawa. En 1974, Aubry est nommé membre de l'Ordre du Canada. Il est également nommé à l'Ordre international du Bien Public français. En 1981, IBBY Canada a créé le prix Claude-Aubry en son honneur.
Les livres d'Aubry sont traduits en plusieurs langues dont l'anglais, le chinois et le roumain. Il a également traduit des livres de Brian Doyle et James Archibald Houston en français.
Aubry est décédé à Ottawa à l'âge de 70 ans.

## Œuvres choisies
- La Vengeance des hommes de bonne volonté, littérature jeunesse (1944), a reçu un prix du Département de l'Instruction publique du Québec, réédité sous le titre Le loup de Noël[4]
- Les îles du roi Maha Maha II, littérature jeunesse, a reçu le prix de littérature jeunesse de l'Association canadienne d'éducation de langue française[1]